# Bahçelievler (district)
Pour les articles homonymes, voir Bahçelievler.
Bahçelievler (qui signifie en turc « maisons avec des jardins ») est l'un des 39 districts de la ville d'Istanbul, en Turquie. Il est accessible à partir de l'autoroute E-5 qui va de l'aéroport d'Istanbul à la partie asiatique de la ville. Le district couvre 5 % d'Istanbul pour une population évaluée à 570.000 personnes.

## Démographie
| 1935 | 1940 | 1945 | 1950 | 1955  | 1960  | 1965   | 1970   | 1975    | 1980    | 1985    | 1990    | 1997    | 2000    | 2007    |
| 523  | 542  | 601  | 812  | 1.322 | 8.509 | 20.881 | 49.320 | 102.533 | 160.733 | 237.691 | 322.234 | 442.877 | 464.903 | 571.711 |
| ---- | ---- | ---- | ---- | ----- | ----- | ------ | ------ | ------- | ------- | ------- | ------- | ------- | ------- | ------- |